# Васильєвка (Костанайський район)
Васи́льєвка (каз. Васильев) — село у складі Костанайського району Костанайської області Казахстану. Входить до складу Ждановського сільського округу.
Населення — 176 осіб (2021; 197 у 2009, 0 у 1999, 260 у 1989).